# Гуго де Пейн
Гуго де Пейн, также Пейен или Хью де Пейон (фр. Hugues de Payns (Payens), около 1070, предположительно замок Пейен, ныне коммуна Пен, Шампань, Франция — 24 мая 1136, Иерусалим, Палестина) — шампанский рыцарь, первый великий магистр ордена тамплиеров (1119—1136).

## Имя
Большинство источников, содержащих сведения о жизни Гуго де Пейна, написаны на латыни или средневековом французском. По-французски его имя обычно записывается как Hugues de Payens или Payns. Более ранние документы обозначают его имя на смеси латыни и французского — Hugo de Peans. Поздние латинские источники называют его Hugo de Paganis. Наконец, в английских хрониках имя основателя ордена тамплиеров обозначалось как Hugh de Payns, в итальянских — Ugo de' Pagani.

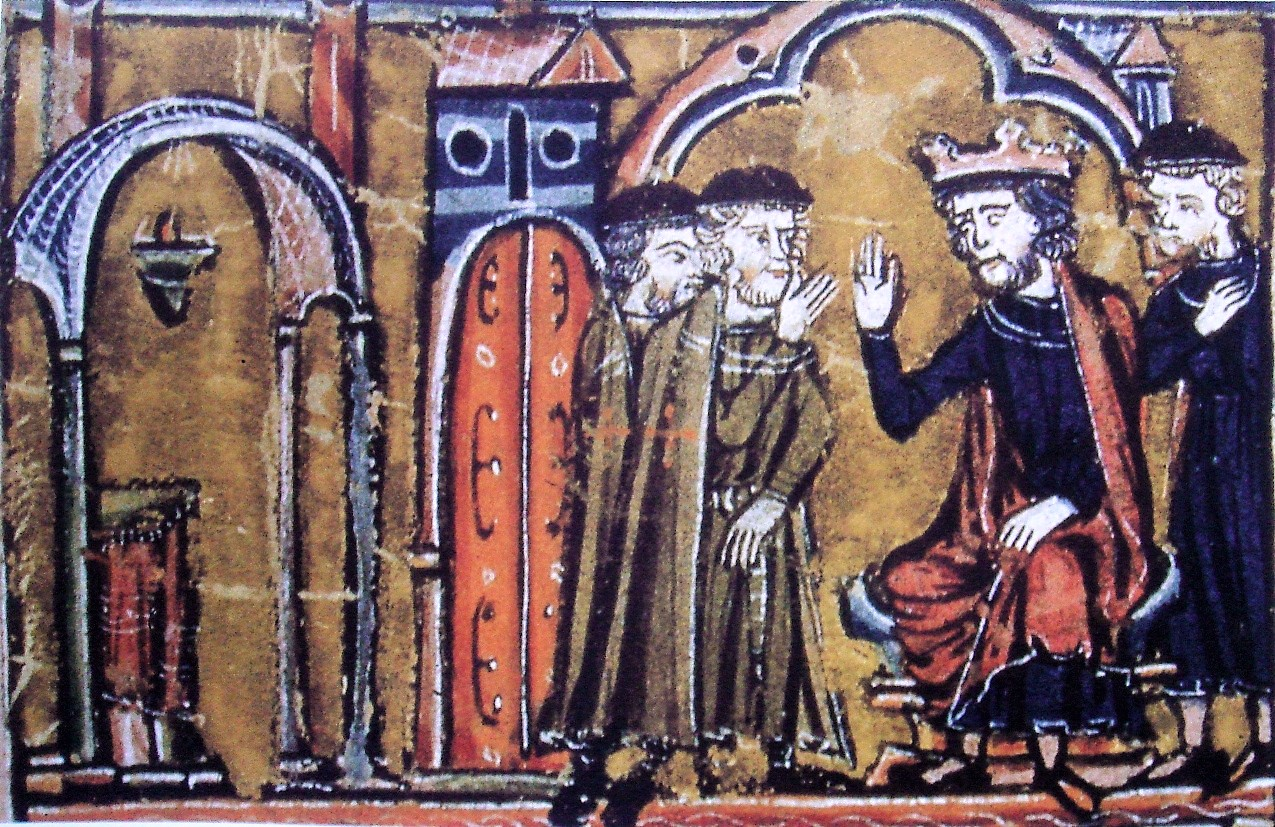
Король Балдуин II Иерусалимский, передает захваченную мечеть Аль-Акса Гуго де Пайену и Годфри де Сент-Омеру. Крестоносцы называли это здание Храмом Соломона, отчего и пошло название нового Ордена — тамплиеры (от Temple — храм), то есть храмовники или рыцари Храма.

## Биография

### Место рождения
Согласно «Истории событий за морем», Гуго родился, по всей вероятности, в замке Пейн (Шампань, между Мери-сюр-Сен и Труа), расположенном примерно в 10 км от Труа.
Сведения о том, что он происходил из «Пейна близ Труа», имеет ещё ряд косвенных подтверждений. Бернар Клервосский, способствовавший созданию Латинского правила тамплиеров, также имел поддержку Гуго I Шампанского. Латинское правило ордена было подтверждено на соборе в Труа в 1129 году. Некоторые ученые, однако, ищут происхождение Гуго в других местах. По одной из версий, он происходил из Виваре (район Вивье в современном департаменте Ардеш). Гуго также отождествляют с Угом де Пиносом, третьим сыном Галкерана I, синьора Пиноса в Каталонии. Однако Галкеран женился только в 1090 году, слишком поздно, чтобы быть отцом будущего основателем ордена тамплиеров.
Существует также предположение, что Гуго де Пейн, или Уго де Пагани, происходил из Ночера-де-Пагани в Кампании, на юге Италии. Указание на это место содержится в работе Бедекера Южная Италия (1869), а также в Старой Католической энциклопедии. Некоторые современные историки утверждают, что эта гипотеза подтверждается письмом, которое Гуго написал из Палестины в 1103 году, адресовав его «своему отцу в Ночере», — в нём он рассказывал о смерти своего двоюродного брата Алессандро.

### Дата рождения
Считается, что Гуго де Пейн родился 9 февраля 1070 года. В одном из документов Hugo de Pedano, Montiniaci dominus («Гуго де Педано, владетель Монтиньи») упоминается в качестве свидетеля на помолвке графа Гуго I Шампанского, проведенной в 1085—1090 годах. В нём указано, что Гуго был человеком по крайней мере шестнадцати лет, что позволяет предположить, что он родился не позднее 1070 года. То же имя появляется в ряде других хроник около 1113 года, указывающих, что Гуго де Педано, или Гуго, владетель Пейна, был членом графского двора.

### Рыцарство и семья
Он был посвящён в рыцари около 1085 года (приблизительно в возрасте 15 лет). К 1113 году он был женат на Елизавете де Шапп, которая родила ему по крайней мере одного ребёнка, Тибо (в будущем — настоятель аббатства Ла Коломб в Сансе).

### Основание ордена тамплиеров

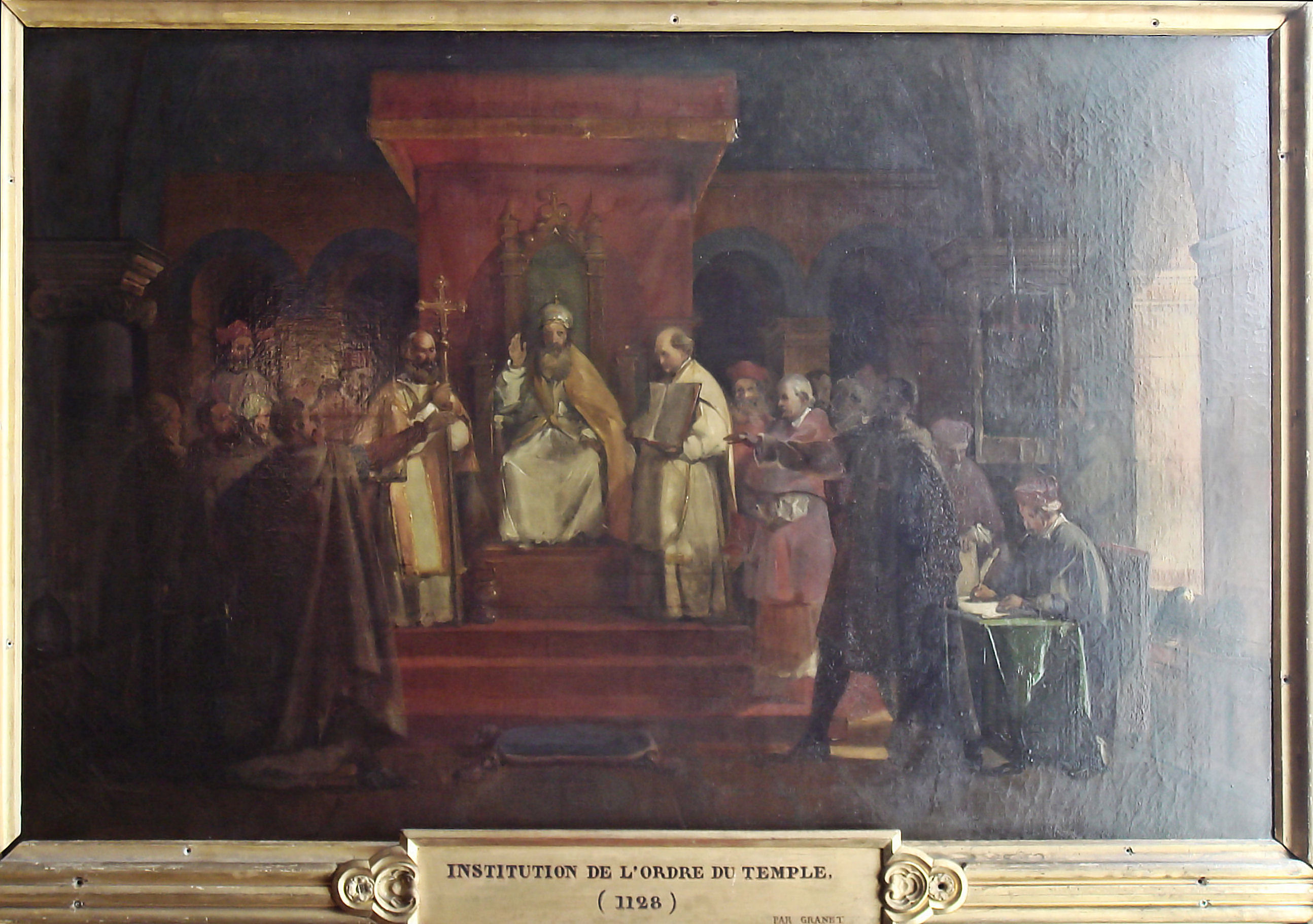
Основание ордена тамплиеров, 1129, Труа

В 1104—1107 годах граф Гуго I Шампанский совершил паломничество к Святой Земле и посетил Иерусалим во второй раз в 1114—1116 годах. Вполне вероятно, что его сопровождал Гуго де Пейн, который остался там после возвращения графа на родину, поскольку он упоминается в ближневосточных хрониках в 1120 и в 1123 годах. В 1125 году его имя вновь встречается, на этот раз в сопровождении титула «magister militum Templi» («магистр рыцарей Храма»). На совете в Наблусе в 1120 году группа рыцарей обратилась за разрешением на защиту Иерусалима к королю Балдуину II и патриарху Иерусалимскому Вармунду и это разрешение было получено. Предводителем группы был выбран Гуго де Пейн. Вармунд вменил рыцарям в обязанность поддерживать порядок на дорогах и уничтожать разбойников, регулярно грабивших и убивавших паломников на пути в Иерусалим.
Один из ранних летописцев, Симон де Сен-Бертен, утверждает, что тамплиеры возникли раньше, ещё до смерти Готфрида Бульонского в 1100 году: «Пока Годфри великолепно царствовал, некоторые решили не возвращаться в мир после всех перенесенных во имя Господа опасностей. По совету вождей Божьей армии они поклялись…отречься от мира, отказаться от личных благ и вести общинную жизнь, чтобы с помощью оружия защищать землю от нападений повстанцев-язычников, когда это будет необходимо».
Более поздние летописцы пишут, что Гуго де Пейн обратился к королю Балдуину II (чье правление началось в 1118 году) вместе с восемью рыцарями, двое из которых были братьями, и все из которых были его родственниками либо по крови, либо по свойству, с просьбой разрешить сформировать Орден храмовников. Остальными рыцарями были Годфри де Сент-Омер, Пайен де Мондидье, Аршамбо де Сент-Аньян, Андре де Монбар, Джеффри Бизон и записанные только по именам Россаль и Гондамер. Король одобрил правила ордена и передал Иерусалимский храм под его защиту.
Граф Гуго I Шампанский присоединился к тамплиерам в ходе своего третьего визита в Святую Землю в 1125 году.

### Великий магистр
Как Великий магистр, Гуго де Пейн возглавлял орден почти двадцать лет до своей смерти, помогая устанавливать основы Ордена и наращивать его влияние и военно-финансовую мощь. В ходе визита в Англию и Шотландию в 1128 году он рекрутировал мужчин в орден и собирал для него деньги, а также основал резиденции ордена в Лондоне и близ Эдинбурга (в деревне Балантродок). Латинское правило, установившее образ жизни ордена, приписывается перу Гуго де Пейну и Бернару Клервосскому и было введено в действие в 1129 на совете в Труа, где председательствовал папа Гонорий II.

### Смерть
Гуго де Пейн умер, вероятно, в Палестине в 1136 году. Обстоятельства и дата его смерти не зафиксированы ни в одной летописи, хотя тамплиеры чтили его память каждый год 24 мая. Историк XVI века Марко Антонио Гуарини утверждал, что Гуго был похоронен в церкви Сан-Джакомо в Ферраре. В качестве великого магистра его сменил Робер де Краон.